# Teoria da estruturação

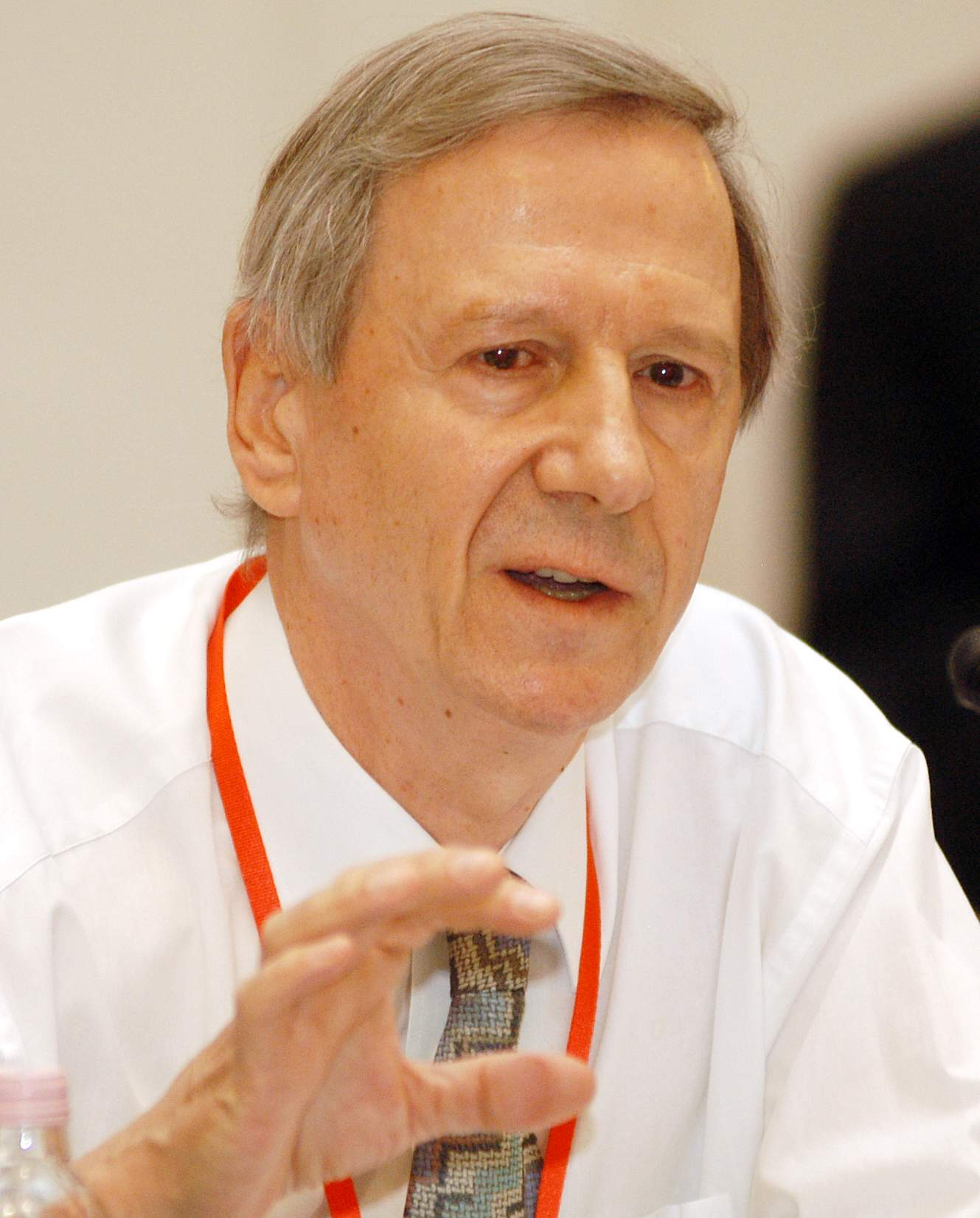
Anthony Giddens, 2004.

A "Teoria da Estruturação" foi proposta por Anthony Giddens no livro "A Constituição da Sociedade", é uma tentativa de reconciliar as teorias sociais tais como, agência/estrutura, subjetivo/objetivo e micro/macro perspectivas. A Abordagem proposta não se concentra na individualidade, propõe adotar um equilíbrio na tentativa de tratar das influências da estrutura (incluindo cultura).
Simplificando, a teoria da estruturação sustenta que toda ação humana é realizada no contexto de uma estrutura social preexistente, que é regida por um conjunto de normas e/ou leis que são distintas das de outras estruturas sociais. Portanto, toda ação humana é ao menos parcialmente predeterminada com base nas regras variáveis do contexto em que ela ocorre. No entanto, a estrutura e as regras não são permanentes, mas são sustentadas e modificadas pela ação humana.   
- Vida social não é a soma de todas as micro-atividades de nível.
- A atividade social não pode ser completamente explicada a partir de uma macro perspectiva.
- A repetição dos atos dos agentes individuais irá reproduzir a estrutura.
- Estruturas sociais não são invioláveis, nem permanentes.
- As estruturas sociais condicionam as ações dos agentes individuais.
- A estrutura e a ação restringem o outro a uma forma evolutiva

## A Dualidade da Estrutura
Teoria da estruturação visa evitar extremos estruturais ou agente de determinismo. O equilíbrio de agência e estrutura é referida como a dualidade da estrutura: as estruturas sociais fazem ação social possível, e ao mesmo tempo que a ação social cria as muitas estruturas.
Para Giddens, as estruturas são regras e recursos (conjuntos de relações de transformação), organizado como propriedades dos sistemas sociais. Regras são padrões de pessoas que podem seguir na vida social. Recursos relacionam com que é criado pela ação humana, e não são dadas por natureza. A teoria emprega um recursiva noção de ações restritas e ativadas por estruturas que são produzidas e reproduzidas por essas ações, consequentemente, esta teoria tem sido adotada por aqueles com inclinações estruturalistas, mas que desejam situar tais estruturas na prática humana ao invés de reifica-las como um tipo ideal ou a propriedade material. Além disso, a teoria da estruturação distingue entre conhecimento discursivo e prático, reconhece os atores como tendo conhecimento reflexivo e situado, e que o uso habitual torna-se institucionalizado.
Um sistema social pode ser entendida pela sua estrutura, modalidade e interação. A estrutura é constituída por regras e recursos que regem os agentes. A modalidade de um sistema estrutural é o meio pelo qual as estruturas são traduzidos em ação. A interação é a atividade feita para o agente agir dentro do sistema social. Tem havido algumas tentativas por parte de diversos teóricos de vincular a teoria da estruturação com a teoria de sistemas ou a teoria da complexidade da estrutura organizacional. Sistemas sociais têm padrões de relação social que existem ao longo do tempo, a natureza mutável do espaço e do tempo vão determinar a interação das relações sociais e, portanto, da estrutura. Por exemplo, a Grã-Bretanha do século XIV estabelecem regras determinadas para esse tempo e espaço, essas regras afetaram a ação, que esta determina a estrutura, a estrutura foi mantida desde que foi reproduzida na ação. Até então as estruturas sociais ou "modelos de sociedade" foram levados para estar além do reino da abordagem humana controle do positivista, a outra teoria social seria a da ação da sociedade criando a abordagem interpretativa. A dualidade da estrutura diria que, na hipótese mais básica, que os lados da mesma moeda seria diferente de um problema semelhante de ordem.
Agência, como Giddens chama, é uma ação humana, ele é um agente, embora nem todos os agentes são seres humanos. Conhecimento dos agentes informa sua sociedade de sua ação, que reproduzem as estruturas sociais, que por sua vez impõem e manter a dinâmica da ação. Giddens define "segurança ontológica", como a confiança das pessoas têm na estrutura social; ações cotidianas têm algum grau de previsibilidade, garantindo assim a estabilidade social. Isso nem sempre é verdade, porém, como a posse de agência permite romper com as ações normativas, e dependendo da soma de fatores sociais no trabalho, eles podem instigar mudanças na estrutura social, a dinâmica entre agência e estrutura faz tal ação geradora possível.
Assim agência pode levar tanto a reprodução ea transformação da sociedade, outra forma de explicar este conceito é de, o que Giddens chama, o "monitoramento reflexivo das ações". Monitoramento reflexivo analisa a habilidade de olhar para as ações de julgar sua eficácia em atingir os seus objetivos: Agentes podem reproduzir a estrutura através da ação, e também podem transformá-lo.

## Tipos de estruturas
Giddens identifica três tipos de estruturas em sistemas sociais: as de significação, legitimação e dominação. Estas são distinções analíticas que mobilizam e reforçam-se mutuamente.
- Significação: produz sentido através de redes organizadas de linguagem,códigos semânticos, esquemas interpretativos e práticas discursivas.

- Legitimação: produz uma ordem moral através de naturalização em normas sociais, valores e normas.

- Dominação: produz energia, provenientes do controle dos recursos.

Para entender como elas funcionam juntas, considere como o significado de um conceito (por exemplo, o uso da palavra "patriota" no discurso político) toma emprestado de e contribui para a legitimação (por exemplo, normas nacionalista) e coordena as formas de dominação (por exemplo, uma polícia estadual), a partir do qual, ganha-se mais força.

## Mudança
Sewell nos fornece um resumo útil da teoria, bem como tendo em um de seus aspectos: a pergunta "Por que as mudanças estruturais são possíveis?" Ele argumenta que mudanças surgem:
- "Na multiplicidade de estruturas-sociedades, que são baseadas em práticas que derivam de muitas estruturas distintas, que existem em diferentes níveis, operam em modalidades diferentes, e são amplamente variados; com base nos tipos e quantidade de recursos."

- A transponibilidade de regras pode ser "aplicada a uma ampla gama, não totalmente previsível dos casos fora do contexto em que foram inicialmente apreendidas."

- A imprevisibilidade de acumulação de recursos (por exemplo: investimento, táticas militares, ou um repertório de um comediante).

- A polissemia de recursos (por exemplo, o sucesso na acumulação de recursos a serem atribuídos).

- A interseção de estruturas (por exemplo, na estrutura da sociedade capitalista não são tanto os modos de produção baseado na propriedade privada e do lucro, bem como o modo de organização do trabalho com base em trabalho de solidariedade).

## Tecnologia
Esta teoria foi adaptada e ampliada por pesquisadores interessados na relação entre tecnologia e estruturas sociais,(ver Teorias da tecnologia), tais como tecnologia da informação nas organizações. DeSanctis e Poole emprestando de Giddens, a fim de propor uma "teoria da estruturação de adaptação" em relação ao surgimento e utilização de sistemas de grupo de apoio à decisão. Em particular, eles usam noção de Giddens de "modalidades de estruturação", como as estruturas sociais são apropriadas em situações concretas, para considerar como a tecnologia é usada com respeito ao seu "espírito". Dotações são as ações imediatas visíveis que os processos de estruturação, e a mais profunda evidência de que são mais promulgadas com movimentos. Dotação pode ser fiel ou infiel, ser usado instrumentalmente, e ser utilizado com diversas atitudes
Orlikowski empresta a teoria de Giddens, e aplica sua crítica da dualidade da estrutura para a tecnologia: "A dualidade da tecnologia identifica pontos de vista antes da tecnologia, ou como força objetiva, ou do produto como socialmente construída - como uma falsa dicotomia". Ele compara esse com os modelos anteriores (o imperativo tecnológico, escolha estratégica e da tecnologia como um gatilho) e considera a importância do significado, o poder, normas e flexibilidade interpretativa dentro da teoria da estruturação. Orlikowski retoma a teoria da estruturação, de modo a substituir a noção de propriedades incorporado para promulgação . A "prática lente permite que se examine como as pessoas, como eles interagem com uma tecnologia em suas práticas em curso, promulgar estruturas que moldam seu uso emergente e situada dessa tecnologia. Embora o trabalho Orlikowski tem sido focada em multinacionais e empresas, é igualmente aplicável às culturas de tecnologia que surgiram em organizações menores baseadas na comunidade, e ainda pode ser adaptado através da lente de sensibilidade às diferenças de gênero nas abordagens à governança de tecnologia.
Além do aspecto humano computador interação de adaptação teoria da estruturação, teoria da estruturação também foi rearticulada como teoria da agência para a modelagem sócio-biologicamente estruturação inspirada em aplicações de software de segurança. A partir deste quadro de referência, é não só os agentes humanos que são atores na estruturação, mas os agentes de software também podem se comportar socialmente para trocar informações, receber instruções, reagir aos efeitos das ações de outro agente, e dar respostas de forma cooperativa para cumprimento de metas individuais e coletivas de uma forma flexível e evolutiva.